# Pholidoptera frivaldskyi
Pholidoptera frivaldskyi är en insektsart som först beskrevs av Herman 1871.  Pholidoptera frivaldskyi ingår i släktet Pholidoptera och familjen vårtbitare. Inga underarter finns listade i Catalogue of Life.

## Bildgalleri

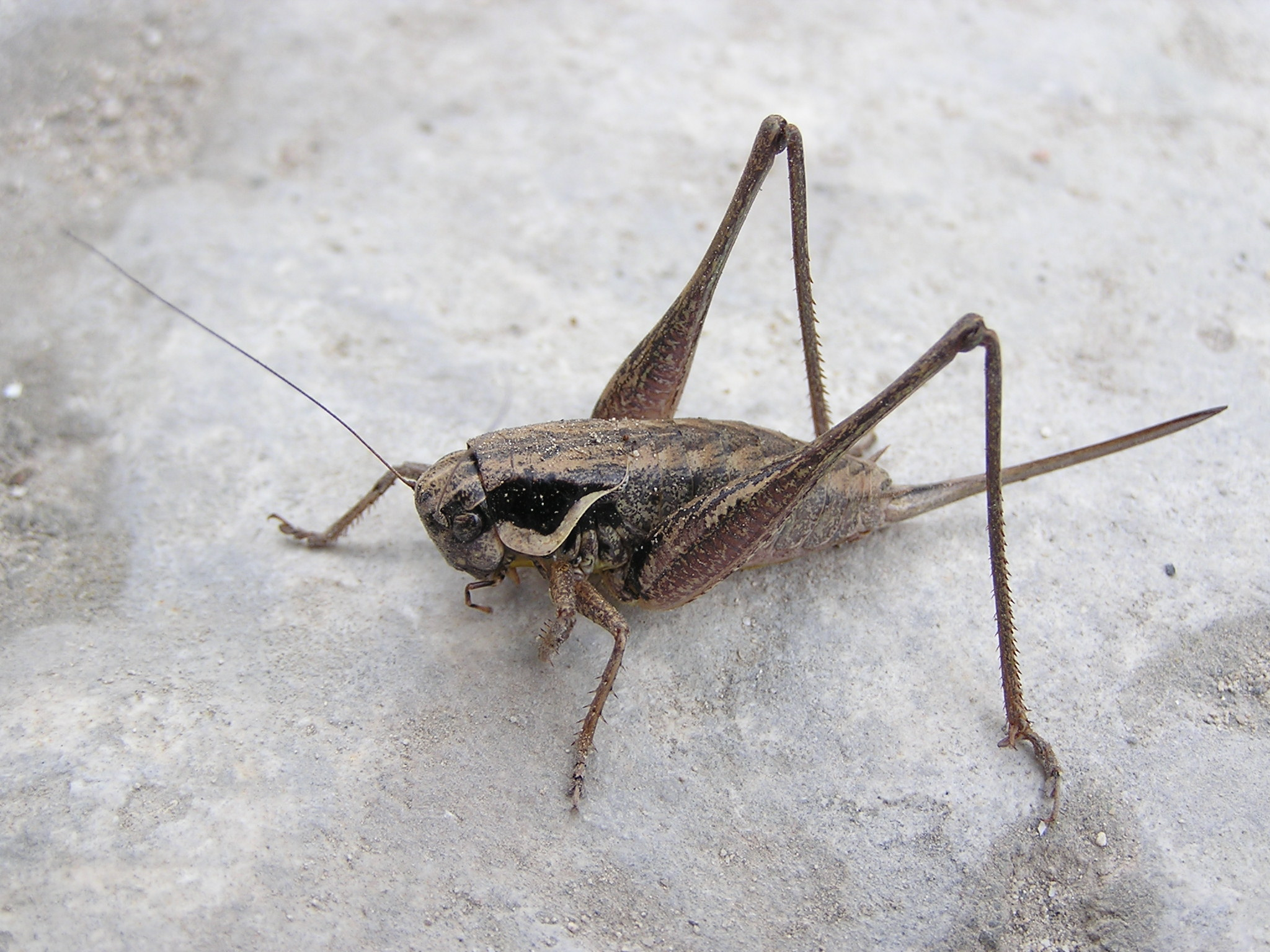